# 梅龙瓜内机场
梅龙瓜内机场（印尼语：Bandar Udara Melonguane）是印度尼西亚北苏拉威西省塔劳群岛卡拉克隆岛上的一座机场，主要服务塔劳群岛县的县治城镇梅龙瓜内。

## 设施
梅龙瓜内机场海拔4.3（14英尺），有一条方向18/36沥青铺装的跑道，长宽为1,400乘30（4,593乘98英尺）。

## 航空公司和目的地
| 航空公司 | 目的地           |
| -------- | ---------------- |
| 快速航空 | 万鸦老           |
| 风翼航空 | 万鸦老、米昂阿斯 |

## 资料来源
1. ↑  .   [2017-08-02]. （原始内容存档于2012-04-03）.
2. ↑  在大圆制图人（Great Circle Mapper）上的MNA机场信息
3. ↑  https://agent.lionair.co.id/LionAirAgentsPortal/Default.aspx/